# Ditton, Cheshire
Ditton är en stadsdel i Widnes, i kommunen Borough of Halton, i grevskapet Cheshire, i England. Ward hade 7 326 invånare år 2011. Ditton var en civil parish 1866–1920 när blev den en del av Widnes och Tarbock. Civil parish hade 2 900 invånare år 1911.